# Huralvioides paruensis
Huralvioides paruensis is een hooiwagen uit de familie Gonyleptidae.